# Uomo Collettivo
L'Uomo Collettivo (Collective Man, fusione dei fratelli Tao-Yu), è un personaggio dei fumetti, creato da Steven Grant, Mark Gruenwald e Bill Mantlo (testi), Bob Layton e John Romita Jr. (disegni) nel 1982, pubblicato dalla Marvel Comics. La sua prima apparizione è in The Incredible Hulk (seconda serie) n. 250 (agosto 1980) come breve cameo, ma il vero e proprio esordio lo fece sul n. 1 della serie di Marvel Super Hero: Contest of Champions.
I cinque fratelli Tao-Yu, sono capaci di fondersi in un unico essere con abilità quintuplicate, condividono un legame psichico/spirituale che permette loro di comunicare telepaticamente, sono capaci di attingere energia dall'intero popolo cinese e riescono a teleportarsi.

## Biografia del personaggio
I fratelli Tao-Yu, nacquero a Wuhan, Cina. La prima apparizione dell'Uomo Collettivo avvenne nella miniserie Grandmaster's Contest, nella quale vari eroi interdimensionali si sfidavano per diventare i futuri Grandmaster, oppure i loro oppositori, i Death. Uomo Collettivo finì in squadra con Tempesta e Shamrock nella battaglia contro Capitan America, Sasquatch e Blitzkrieger; la battaglia terminò quando Shamrock si proclamò vincitore. Qualche tempo dopo, Uomo Collettivo affrontò Hulk. Nella battaglia perse molti dei suoi poteri, tranne la forza di cinque uomini. Quando il governo cinese vietò loro di vedere la madre Mary in punto di morte, i fratelli i ribellarono e combatterono contro i dio Ho-Ti, al soldo del governo. Essendo la morte ormai prossima per la madre, i fratelli lasciarono ad uno ad uno la battaglia. Dopo aver scoperto come il governo cinese gestì gli altri mutanti, decise di unirsi a Jade Dragon e Nuwa e formare il gruppo conosciuto come 3 Peace. Alleatisi ad X-Force combatterono insieme il Mutant Liberation Front e la China Force. In seguito gli furono ripristinati i poteri dal dio caduto Marduk, deciso ad utilizzarlo come raccoglitore di energia del popolo cinese per ascendere nuovamente al suo rango. L'assorbimento fece sì che l'Uomo diventasse fisicamente un gigante, non abituato ad assorbire tali grandi quantitativi di energia. Citizen V assieme al suo V-Battalion combatté contro l'Uomo Collettivo. Nella battaglia seguente, persero la vita a causa di un'esplosione sia l'agente segreto Goldfire che, apparentemente, lo stesso Citizen V. Ritornati alla loro normale forma, i fratello Tao-Yu erano adesso in grado di aumentare il proprio volume quando si fondevano e di creare degli altri duplicati. Durante la rivelazione del secondo Xorn, i fratelli combatterono contro gli X-Men capitanati da Havok. Dopo gli eventi di House of M, furono trasportati allo Xavier Institute, dove fecero parte dei 198. A seguito dell'incursione dei Domino, Calibano e Shatterstar fuggirono. La loro posizione è al momento sconosciuta.

## Poteri e abilità
I fratelli Tao-Yu possiedono l'abilità di fondere gli atomi dei loro corpi per formare un unico individuo. Per loro è preferibile fondersi tutti insieme, ma il processo è possibile anche quando non sono tutti. Grazie a speciali abilità è capace di aumentare la propria energia tramite quella del popolo cinese. Tuttavia tale capacità ha breve durata e gli effetti sul corpo dipendono da quanta energia si è utilizzata. Uno sforzo superiore alle loro capacità potrebbe risultare fatale. Possiedono anche un collegamento psico-spirituale che permette loro di comunicare telepaticamente e sono in grado di teletrasportarsi nel luogo in cui si trova uno degli altri fratelli.